# シェコヴィチ
シェコヴィチ（セルビア語:Шековићи、ボスニア語:Šekovići、クロアチア語:Šekovići）は、ボスニア・ヘルツェゴビナの町、およびそれを中心とした基礎自治体。同国を構成する2つの構成体のうちスルプスカ共和国に属し、ヴラセニツァ地方の南部にある。
総面積は202平方キロメートルであり、これはボスニア・ヘルツェゴビナ全土の0.365%、スルプスカ共和国の0.806%に相当する。陸地面積は195平方キロメートルである。主要産業は林業である。

## 人口

### 1971年
総人口:10.570人
- セルビア人 - 10,241人 (96.88%)
- ムスリム人 - 286人 (2.70%)
- クロアチア人 - 6人 (0.05%)
- ユーゴスラビア人 - 2人 (0.01%)
- その他 - 35人 (0.36%)

### 1991年
総人口:9,639人
- セルビア人 (94.26%)
- ムスリム人 (3.40%)
- その他 (2.34%)

シェコヴィチ自治体の中で、シェコヴィチの町の人口は4,322人であり、97%がセルビア人、3%がその他である。ボシュニャク人（ムスリム人）のほとんどはパプラチャ（Papraća）自治体に住んでいる。

## 歴史
古代ローマ時代から現代に至るまで、シェコヴィチは交通路の上に位置していた。道路はドリナ川東岸（現在のセルビア）と中央ボスニアを結んでいた。シェコヴィチの呼称は、ヘルツェゴビナのシェコヴィナ（Šekovina）からの移住者の一団にちなんでおり、17世紀にシェコヴィチに移り住んできた。17世紀末まで、この地域には多数の住民が住んでいたものの、武装勢力の侵入や疫病によって人口は大きく減った。その後、ヘルツェゴビナから新しい住民が移住し、今日のシェコヴィチが築かれた。新しいシェコヴィチを築いた初期の移住者には、イリヤ・ビルチャニン（Ilija Birčanin）、ハジ・ミレンティイェ（Hadži Milentije）、プロテ・マティイェ・ネナドヴィッチ（Prote Matije Nenadović）らがいた。彼らの一族や、修道院に近しいその他の人々によって、シェコヴィチは第一次セルビア蜂起において強力なセルビアの協力者となった。イヴァン・グロズノグ（Ivan Groznog）の母イェリツァ・ヤクシッチ・グリンスカ（Jelica Jakšić Glinska）はシェコヴィチ出身であり、パプラチャ修道院（Papraća）やロシア皇帝によって、セルビアとの協力関係が築かれた。ロヴニツァ修道院（Lovnica）およびパプラチャ修道院はこの地域の文化的な拠点となるとともに、解放闘争の拠点ともなった。19世紀には両修道院はロシア帝国や、セルビア、ポーランドの修道院、アルーマニア人らとの関係を構築した。シェコヴィチはユーゴスラビア諸地域でも最初期の解放闘争の場となった。シェコヴィチでは第1ビラツ旅団（Prva Bircanslka Brigada）、第6東ボスニア旅団（Sesta Istocnobosanska Brigada）、第1工兵師団（Prva Pionirska Divizija）が結成された。1943年のルディ・ペトヴァラ（Rudi Petovara）の著書によると、シェコヴィチは東ボスニアの軍事・政治・文化的拠点となっていた。